# 越智敏夫
越智 敏夫（おち としお、1961年 - ）は、日本の政治学者。新潟国際情報大学学長。
専門は現代政治理論、アメリカ政治論。妻は小説家の敷村良子。

## 経歴
1961年愛媛県西条市生まれ。立教大学法学部卒業後に、慶応義塾大学大学院法学研究科政治学専攻博士課程を単位取得満期退学。その後は立教大学の助手やシカゴ大学客員研究員などを経て、1996年に新潟国際情報大学専任講師に就任する。同大学の助教授・教授を歴任しながら、ニューヨーク大学国際高等学術研究所研究員やノースカロライナ大学チャペルヒル校客員研究員、カリフォルニア大学ロサンゼルス校客員教授なども務めた。
新潟テレビ21(UX)の情報番組「まるどりっ!UP」や選挙特番などに出演するほか、新潟県内の各種会場で開催される講演会やシンポジウム、トークショー等のイベントにもパネリスト、コメンテーターとして出演している。
2022年4月1日付で新潟国際情報大学学長に就任した。

### 略歴
- 1961年 愛媛県西条市生まれ
- 1986年 立教大学法学部卒業
- 1992年 慶応義塾大学大学院法学研究科政治学専攻博士課程単位取得満期退学
- 1992年 - 1994年 立教大学法学部助手
- 1994年 - 1996年 シカゴ大学客員研究員
- 1996年 新潟国際情報大学専任講師（1999年 助教授、2006年 教授）
- 2002年 - 2003年 ニューヨーク大学研究員
- 2017年 ノースカロライナ大学チャペルヒル校研究員
- 2018年 カリフォルニア大学ロサンゼルス校客員教授
- 2022年 新潟国際情報大学学長に就任

## 著作
- 1997年『グローバル・デモクラシーの政治空間』（共著）東信堂
- 1999年『講座政治学 第一巻・政治理論』（共著）三嶺書房
- 2003年『現代市民政治論』（共著）世識書房
- 2006年『東アジア〈共生〉の条件』(共著）世織書房
- 2007年『現場としての政治学』（共著）日本経済評論社
- 2018年『政治にとって文化とは何か』ミネルヴァ書房

### 監修
- 2022年『10代のうちに知っておきたい政治のこと』本作り空sola

## 主な出演番組

### テレビ
- まるどりっ!UP - 新潟テレビ21(UX)　※ゲストコメンテーター
- スーパーJにいがた - 新潟テレビ21(UX)[8]　※ゲストコメンテーター
- 2022 新潟県知事選 UX速報ライブ - 新潟テレビ21(UX)　※解説

### ラジオ
- MORNING GATE「オチ付け！ニッポン！」水曜9時台（FM PORT）※FM PORTの閉局に伴い2020年6月を以って終了。
- 四畳半スタジオ「オチ付け！ニッポン リターンズ」月曜15:00～（BSNラジオ）